# Grundsjön (Vilhelmina socken, Lappland, 715991-158543)
Grundsjön är en sjö i Vilhelmina kommun i Lappland och ingår i Lögdeälvens huvudavrinningsområde. Sjön har en area på 0,227 kvadratkilometer och ligger 499 meter över havet. Grundsjön ligger i Gransjömyrarna Natura 2000-område.

## Delavrinningsområde
Grundsjön ingår i det delavrinningsområde (716058-158585) som SMHI kallar för Utloppet av Grundsjön. Medelhöjden är 509 meter över havet och ytan är 3,22 kvadratkilometer. Det finns inga avrinningsområden uppströms utan avrinningsområdet är högsta punkten. Vattendraget som avvattnar avrinningsområdet har biflödesordning 2, vilket innebär att vattnet flödar genom totalt 2 vattendrag innan det når havet efter 187 kilometer. Avrinningsområdet består mestadels av skog (59 procent) och sankmarker (34 procent). Avrinningsområdet har 0,22 kvadratkilometer vattenytor vilket ger det en sjöprocent på 7 procent.